# Can Jubert
Can Jubert és una obra del municipi de Cassà de la Selva (Gironès) inclosa en l'Inventari del Patrimoni Arquitectònic de Catalunya.

## Descripció
Es tracta d'una casa urbana unifamiliar amb cancell. Destaquem la composició de la façana a partir d'una gran balconada classicista. Decoració amb motllures en les llindes i elements ceràmics sota els ràfecs de la teulada. La façana arrebossada imitant pedra concertada. Les finestres de la segona planta s'agrupen seguint l'esquema que havia estat utilitzat en l'arquitectura medieval.

## Història
És una casa lligada al creixement urbà de Cassà de la Selva en l'època d'esplendor de la indústria del suro.